# (15005) Guerriero
(15005) Guerriero est un astéroïde de la ceinture principale découvert le 7 décembre 1997 par Maura Tombelli et Ulisse Munari. Ses désignations temporaires sont 1997 XY10 et 1985 SZ1.
Il a été nommé d'après Luciano Guerriero (né en 1930), qui a joué un rôle important dans le développement du premier programme spatial italien.